# Divisoria (geometría)

El punto de Nagel (N, en azul) de un triángulo (en negro). El triángulo rojo es el triángulo extratangente, y en color naranja aparecen las circunferencias exinscritas. Las divisorias del perímetro son AT_{A}, BT_{B}, y CT_{C}.

En la geometría del plano, una divisoria es un segmento rectilíneo que pasa a través de uno de los vértices de un triángulo (es decir, una ceviana) que biseca el perímetro del triángulo. X

## Propiedades
El punto extremo de una divisoria opuesto al vértice elegido de un triángulo, se halla en el punto del lado del triángulo donde una de las circunferencias exinscritas del triángulo es tangente a ese lado. Este punto también se llama punto de división del triángulo. Es adicionalmente un vértice del triángulo extratangente y uno de los puntos donde la inelipse de Mandart es tangente al lado del triángulo.
Las tres divisorias concurren en el punto de Nagel del triángulo, que también se llama su centro de división.

## Generalización
Algunos autores han usado el término "divisoria" en un sentido más general, para cualquier segmento de línea que biseca el perímetro del triángulo. Otros segmentos de línea de este tipo incluyen las cuchillas, que son segmentos bisecantes del perímetro que pasan por el punto medio de un lado del triángulo, y los ecualizadores, segmentos que bisecan tanto el área como el perímetro de un triángulo.